# Halowe Mistrzostwa Europy w Lekkoatletyce 1987 – bieg na 1500 m kobiet
Bieg na 1500 metrów kobiet – jedna z konkurencji biegowych rozgrywanych podczas halowych lekkoatletycznych mistrzostw Europy w hali Stade couvert régional w Liévin. Rozegrano od razu bieg finałowy 22 lutego 1987. Zwyciężyła reprezentantka Szwajcarii Sandra Gasser. Tytułu zdobytego na poprzednich mistrzostwach nie obroniła Swietłana Kitowa ze Związku Radzieckiego, która tym razem zdobyła srebrny medal.

## Rezultaty

### Finał
Wystartowało 9 biegaczek.
Opracowano na podstawie materiału źródłowego.
| Miejsce | Zawodniczka       | Czas    |
| ------- | ----------------- | ------- |
| 1       | Sandra Gasser     | 4:08,76 |
| 2       | Swietłana Kitowa  | 4:09,01 |
| 3       | Ivana Walterová   | 4:09,99 |
| 4       | Katrin Wühn       | 4:10,70 |
| 5       | Nikolina Szterewa | 4:14,92 |
| 6       | Uta Eckhardt      | 4:17,79 |
| 7       | Nathalie Froget   | 4:18,56 |
| 8       | Christine Hanon   | 4:21,89 |
| 9       | Maite Zúñiga      | 4:24,13 |